# ロレイン・フェントン
ロレイン・フェントン (Lorraine Fenton、旧姓グラハム、1973年9月8日-)は、ジャマイカの陸上競技選手。2000年シドニーオリンピックの銀メダリストである。

## 経歴
グラハムは、2000年シドニーオリンピックの女子400mで、オーストラリアのキャシー・フリーマンに次いで銀メダルを獲得。ジャマイカの女子でこの種目でメダルを獲得した初めての選手となった。さらにこの大会で、グラハムは4×400mリレーでも銀メダルを獲得。
また、世界選手権でも400mでは銀メダル2個、銅メダル1個、4×400mリレーでも、2001年のエドモントン大会の金メダルをはじめ、金1個、銀1個、銅2個を獲得した。

## 主な実績
| 年   | 大会                               | 場所                     | 種目         | 結果 | 記録      |
| ---- | ---------------------------------- | ------------------------ | ------------ | ---- | --------- |
| 1997 | 世界陸上選手権                     | アテネ(ギリシャ)         | 4×400mリレー | 3位  | 3分21秒30 |
| 1999 | 世界陸上選手権                     | セビリア(スペイン)       | 400m         | 3位  | 49秒92    |
| 2000 | オリンピック                       | シドニー(オーストラリア) | 400m         | 2位  | 49秒58    |
| 2000 | オリンピック                       | シドニー(オーストラリア) | 4×400mリレー | 2位  | 3分23秒25 |
| 2000 | IAAFグランプリファイナル           | ドーハ(カタール)         | 400m         | 1位  | 50秒21    |
| 2001 | 世界陸上選手権                     | エドモントン(カナダ)     | 400m         | 2位  | 49秒88    |
| 2001 | 世界陸上選手権                     | エドモントン(カナダ)     | 4×400mリレー | 1位  | 3分20秒65 |
| 2002 | IAAFグランプリファイナル           | パリ(フランス)           | 400m         | 2位  | 50秒47    |
| 2003 | 世界陸上選手権                     | パリ(フランス)           | 400m         | 2位  | 49秒43    |
| 2003 | 世界陸上選手権                     | パリ(フランス)           | 4×400mリレー | 3位  | 3分22秒92 |
| 2003 | IAAFワールドアスレチックファイナル | モンテカルロ(モナコ)     | 400m         | 2位  | 50秒29    |
| 2005 | 世界陸上選手権                     | ヘルシンキ(フィンランド) | 4×400mリレー | 2位  | 3分23秒29 |